# 奈良岡にこ
奈良岡 にこ（ならおか にこ、1993年9月26日 - ）は、日本のタレント、女優、モデル、YouTuber。埼玉県川口市出身。2024年末まで吉本興業東京本社（東京吉本、俳優班）に所属していた。

## 略歴
高校卒業後、NSC入り。東京NSC18期生。
芸人として活動し始めた当初は「みそにこみ」という芸名でコンビ「五反田ヌーディー」を組んでいたが1年ほどで解散。解散後はピン芸人として活動し神保町花月の演劇公演などによく出演していた。2015年には現在の芸名である「奈良岡にこ」に改名。
2016年、TBS日曜劇場『仰げば尊し』のオーディションにおいて吹奏楽部でチューバのパートリーダーを務める「相田にこ」役で合格。自身も高校時代吹奏楽部でチューバを吹いておりその経験が大きく活かされる事となった。その出演がターニングポイントとなり、芸人を辞め吉本興業の俳優班に移った。
『サイゾー』2017年9月号にてグラビアデビューを果たす。
2024年11月2日、DDTプロレスリング所属のプロレスラーの樋口和貞と結婚。

## 人物
- 八洲学園大学国際高等学校卒。血液型B型。身長162cm、体重48kg、B90、W60、H88のGカップ（2022年10月時点）。
- ファッションが好きで、服を1500着ほど所有。元アパレルショップ店員。
- ファッションブランド「4WN（4 Weeks Now）」のモデル。
- 「第三回かわいすぎる女芸人No.1決定戦」では、12人中4位（総票数7595票）。
- 蒙古タンメン中本の辛者であり、週3回で通っている。
- ラッキィ池田と親交があり、ダンスのアシスタントをしていた。
- 動物が好きで、過去にプレーリードッグ、フクロモモンガ、犬、猫、ダンゴムシなどを飼っていた。

## 出演

### テレビ番組
- BS吉テレ・デジ魂（2013年12月2日、BS日テレ）
- 指原24時間テレビ（2014年5月29日、テレ朝チャンネル）
- あさチャン!（2014年12月19日、TBS） - コーディネーターとして出演
- おはスタ（2016年3月9日、テレビ東京）
- まさかのマネー劇場（2016年3月12日、関西テレビ）
- マネーハウス〜金銀銅の錬金術〜（2016年12月29日、フジテレビ）
- じっくり聞いタロウ〜スター近況（秘）報告〜「知られざるインフルエンサーサミット」（2020年5月14日、テレビ東京）

### ネット配信番組
- 今田×東野のカリギュラ（2017年6月9日公開、Amazonプライム・ビデオ） - オレオレ詐欺選手権 不倫相手 役

### テレビドラマ
- ブスと野獣 第4話（2015年8月23日、フジテレビ）
- 仰げば尊し（2016年7月 - 9月、TBS） - 美崎高等学校生徒・相田にこ（チューバ担当） 役
- 増山超能力師事務所 第4話（2017年1月26日、読売テレビ）- キャバクラ嬢
- フランケンシュタインの恋 第1話（2017年4月23日、日本テレビ）- 街頭インタビュー
- ハケンのキャバ嬢・彩華 第6話（2017年11月20日、朝日放送[注釈 1]） - ルミ 役[6]
- 黒い十人の秋山（2017年12月26日、テレビ東京） - 田沢華 役
- ドラマJ 噂の女 第4話（2018年5月19日、BSジャパン）
- 金曜ナイトドラマ 私のおじさん 第4話（2019年2月8日、テレビ朝日）
- 我が家のヒミツ 最終回（2019年3月31日、NHK BSプレミアム）

### ネット配信ドラマ
- ハケンのキャバ嬢・彩華 第6話（2017年11月13日、AbemaTV[注釈 1]） - ルミ 役

### 舞台
- STRAYDOG Spirit's & OSAKA公演 「ゴジのラ」出演（2015年5月1日 - 6日）
- 舞台 ハイスクール!奇面組（2017年6月1日 - 4日、全労済ホール スペース・ゼロ） - 伊狩増代 役[7][8]
- エグ女（2018年2月27日 - 3月4日、CBGKシブゲキ!!） ※TBSラジオ主催
- お家さん（2019年5月29日 - 6月2日、COOL JAPAN PARK OSAKA TTホール）
- 入院王〜あんなに可愛かったミナミさん〜（2019年7月5日 - 7日、恵比寿・エコー劇場）- 看護師・西 役
- THE BAMBI SHOW～3RD STAGE（2019年10月25日～11月3日、CBGKシブゲキ!!）

### 映画
- 石川県小松市地域発信型映画『われことぶきせむ』 ※沖縄国際映画祭出展映画
- 美人が婚活してみたら
- 無頼 井筒和幸監督作品
- OUT 品川ヒロシ

### 神保町花月
- 悪党たちの甘い生活（2014年6月3日 - 7日）
- 太陽なんか、大好きだ!（2014年7月23日・24日・26日 - 29日）
- レンタルしますか?（2014年9月17日 - 22日）
- イタチ道（2015年1月22日 - 27日）
- オトメノイノリ（2015年3月21日 - 3月23日・3月25日 - 3月26日）
- 妖怪探偵ルルルと悲しみの腕時計（2015年6月9日 - 13日）
- 僕とカルタとソーダ水（2015年8月18日 - 22日）
- キラリ☆白虎隊〜後編〜（2016年1月8日 - 11日）
- カミナリとペンシル（2016年4月18日 - 21日）
- 太陽とあの日のLetter（2016年5月17日 - 21日）
- 風に吹かれて〜流れる夜のブルースハープ〜（2017年1月12日 - 15日）
- よしもと養成所物語（2017年6月30日 - 7月1日）
- 褒め褒めおじさんと不貞腐れボーイ（2017年9月29日 - 10月1日）
- dorama project #1『ラケット』（2018年4月25日 - 29日）
- 妖怪探偵ルルルと復活の灯籠流し（2018年8月10,11日）
- 莫逆の犬（2019年2月20日 - 3月3日）ONEOR8コラボ公演